# Ludvík Singer
Pour les articles homonymes, voir Singer.
Ludvík Singer (1876-1931) est un avocat et politicien juif, responsable du mouvement sioniste de langue tchèque en Bohème.

## Biographie
Ludvík Singer est né le 13 février 1876 à Kolín, à l'époque en Autriche-Hongrie (maintenant en République tchèque) dans la région de Bohême centrale. Il étudie le droit à l'université tchèque de Prague, où il s'implique dans le mouvement juif tchèque. Dans son premier poste en tant qu'avocat à Reichenberg (maintenant Liberec) dans le nord de la Bohême, il est confronté au conflit nationaliste germano-tchèque, qui apparemment ébranle sa foi dans l'assimilation des Juifs tchèques. 
En 1906, Singer ouvre son propre cabinet d'avocat à Kolín et rejoint une année plus tard le mouvement sioniste, devenant en 1910, le président du Comité sioniste de district pour la Bohême. En octobre 1916, il est nommé président du Concile national juif à Prague et en tant que tel, il négocie les questions afférentes à la minorité nationale juive avec les représentants politiques tchèques. Il prend part en 1919 à la Conférence de la paix de Paris en tant que membre du Comité des délégations juives.
En 1919, Singer est élu au conseil municipal de Prague, et y sera réélu jusqu'à sa mort en 1931. En 1929, il est élu avec Julius Reisz au parlement tchécoslovaque comme représentant du Židovská Strana (Parti juif). Ils s'associent au Parti social-démocrate tchèque, tout en n'étant pas membre de ce parti. En juin 1930, Singer est désigné pour être le président de la communauté juive de Prague, le premier sioniste à occuper ce poste.  
Singer joue un rôle important dans l'histoire du mouvement sioniste en terre tchèque, étant un des rares responsables sionistes de langue tchèque. Comme membre du conseil municipal de Prague, et plus tard comme membre du parlement, il contribue énormément au développement de la coopération entre nationalistes juifs et l'establishment politique tchèque. D'un côté, il presse pour la reconnaissance des droits nationaux juifs en Tchécoslovaquie, et d'autre part, il est sensible à la politique nationale tchèque. Pour cette raison, en 1918, il prône l'adoption de la langue tchèque par les Juifs de Bohême. Dans la politique du Parti juif, il se fait le champion de la coopération avec les partis de gauche tchèques, plutôt qu'avec les représentants des minorités polonaises ou allemandes,.
Singer a écrit deux essais historiques concernant la censure pendant le règne de Joseph II et sur l'histoire de l'Édit de tolérance en terres tchèques.
Il meurt le 27 juillet 1931 à Prague, à l'âge de 55 ans.